# Ichneumon clarimontis
Ichneumon clarimontis är en stekelart som beskrevs av Cameron 1908. Ichneumon clarimontis ingår i släktet Ichneumon och familjen brokparasitsteklar. Inga underarter finns listade i Catalogue of Life.